# شکار برای یک عقاب۲: نقطه سقوط
شکار برای یک عقاب ۲: نقطه سقوط (به انگلیسی: The Hunt for Eagle One 2 : Crash Point) یک فیلم ویدئویی آمریکایی جنگی با بازی مارک داکاسیوس محصول سال ۲۰۰۶ که دنباله فیلم شکار برای یک عقاب است. پس از اتفاقات فیلم قبلی، این داستان دوباره در جریان عملیات آزادی بلندمدت – فیلیپین می‌باشد.